# Università di Seghedino
L'Università di Seghedino (in ungherese Szegedi Tudományegyetem) è una delle più prestigiose istituzioni universitarie dell'Ungheria.

## Storia
L'attuale istituto nasce nel 2000 dalla fusione di diverse università e istituti di istruzione superiore presenti in città: l'Università József Attila, l'Università di medicina Albert Szent-Györgyi, il Collegio di docenza Gyula Juhász, il Collegio musicale Ferenc Liszt, il Collegio di teologia cattolica e il Collegio di Ingegneria e Tecnologia dell'alimentazione.
La prima di questi era l'istituto più antico e già considerato per antonomasia l'Università di Seghedino. Esso viene costituito nel 1872 a Kolozsvár, l'odierna Cluj-Napoca in Romania, dapprima con il nome di Università Reale Ungherese e quindi dal 1881 Università Francesco Giuseppe dal nome dell'imperatore che l'aveva voluta. Alla fine della prima guerra mondiale, dovette essere rilocata all'interno dei nuovi confini dell'Ungheria come stabiliti dal trattato del Trianon, quindi, dopo una breve presenza a Budapest iniziata nel 1919, fu ricostituita nel 1921 a Seghedino. Nel 1940, quando l'Ungheria rioccupò all'inizio della seconda guerra mondiale i territori precedentemente ceduti alla Romania, il nome Università Francesco Giuseppe tornò all'istituto di Kolozosvár ma l'università di Seghedino continuò ad operare con sostanzialmente lo stesso personale assumendo la denominazione Università Reale Ungherese Horthy Miklós in onore dell'allora reggente d'Ungheria. Sebbene fortemente danneggiata dagli eventi bellici, l'Università fu il primo istituto ungherese a riprendere l'insegnamento il 3 novembre 1945 con il nome di Università di Seghedino. Nel 1962 venne intitolata al poeta Attila József assumendo l'acronimo JATE (József Attila Tudományegyetem).
L'Università di medicina nasce nel 1951 quando la relativa facoltà dell'allora Università di Seghedino venne costituita come istituto indipendente. Nel 1987 viene intitolata al premio Nobel per la medicina Albert Szent-Györgyi scopritore della vitamina C che era stato docente nel periodo tra le due guerre mondiali.

## Facoltà
Attualmente le facoltà sono 12:
- Agronomia
- Arte
- Diritto
- Economia e Business Administration
- Educazione
- Farmaceutica
- Ingegneria
- Matematica
- Medicina
- Odontoiatra
- Scienza e Informatica
- Scienze sociali e della salute

## Ricerca astronomica
L'università è dotata di un proprio osservatorio individuato dal codice MPC 629 e condivide con altre università ungheresi l'uso della stazione di Piszkéstető.
Il Minor Planet Center le accredita la scoperta dell'asteroide 28492 Marik effettuata il 1º febbraio 2000.